# Faedis
Faedis (słoweń. Fojda) – miejscowość i gmina we Włoszech, w regionie Friuli-Wenecja Julijska, w prowincji Udine.
Według danych na rok 2004 gminę zamieszkiwało 3069 osób, 66,7 os./km².